# Sergio Tramonti
Sergio Tramonti (Ravenna, 1946) è un attore, scenografo e pittore italiano.

## Biografia
Nipote di braccianti e figlio di un cementista e di una fioraia, debutta come attore di teatro recitando con Carlo Cecchi.
Trasferitosi a Roma, entra nel mondo del cinema grazie all'incontro con Pier Paolo Pasolini, avvenuto a casa di Elsa Morante nel 1968, che gli propone di recitare in Medea la parte del fratello della maga, Absirto.
Tra i suoi film più noti Indagine su un cittadino al di sopra di ogni sospetto, in cui interpreta la parte di un giovane rivoluzionario, e Il dio serpente, in cui interpreta l'amante di Nadia Cassini.
Negli anni successivi, pur non abbandonando l'attività di attore, si dedicherà alla pittura ed all'attività di scenografo.

## Filmografia

### Attore
- Medea, regia di Pier Paolo Pasolini (1969)
- Indagine su un cittadino al di sopra di ogni sospetto, regia di Elio Petri (1970)
- Il dio serpente, regia di Piero Vivarelli (1970)
- Fiorina la vacca, regia di Vittorio De Sisti (1972)
- I familiari delle vittime non saranno avvertiti, regia di Alberto De Martino (1972)
- Teatro di guerra, regia di Mario Martone (1998)
- L'odore del sangue, regia di Mario Martone (2004)
- Fra due battiti, regia di Stefano Usardi (2021)

### Scenografo
- L'odore del sangue, regia di Mario Martone (2004)
- Uno su due, regia di Eugenio Cappuccio (2006)